# Parietalkallus

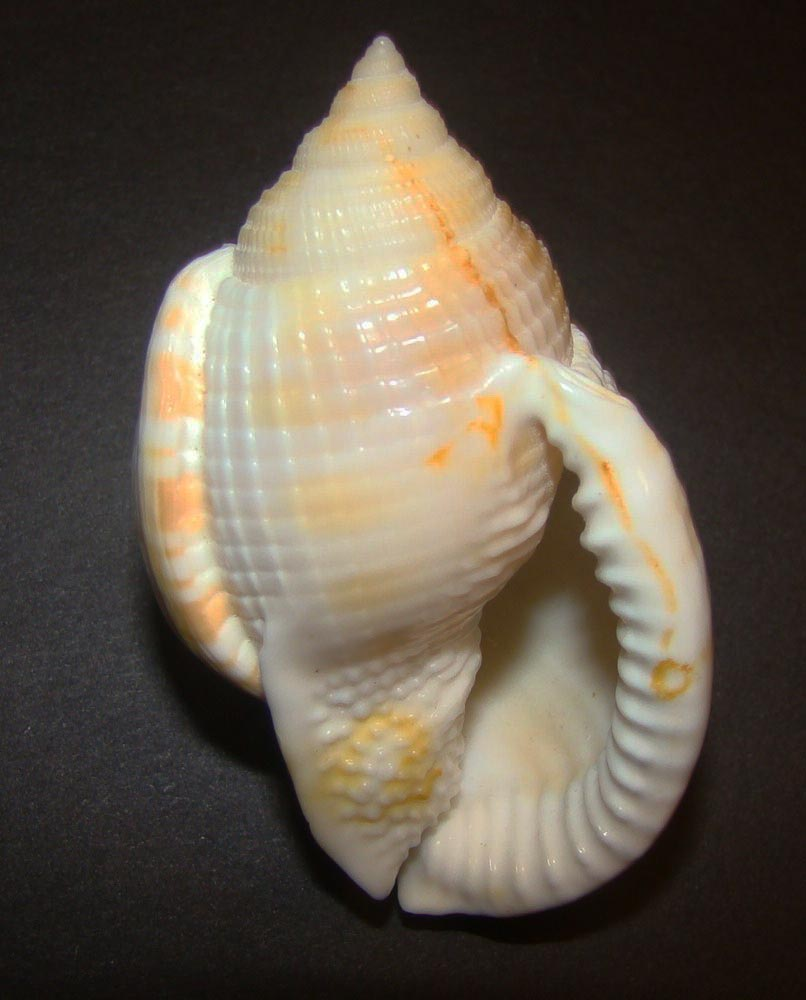
Semicassis granulata besitzt einen Parietalkallus, hier sichtbar auf der linken Seite der Mündung des Gehäuses, unterhalb der Wand der vorletzten Windung (Parietalwand).

Der Parietalkallus ist ein Teil des Gehäuses verschiedener Schneckenarten. Es handelt sich dabei um eine Verdickung der Parietalwand, das ist die Wand der vorletzten Windung nächst der Spindel (Columella) durch weitere Kalkanlagerungen. Der Parietalkallus ist meist glatt und glänzend, kann aber auch skulpturiert sein.
Die Funktion des Parietalkallus ist noch nicht geklärt, obwohl er besonders bei vielen Meeresschnecken einen großen Teil des Schneckengehäuses nahe der Mündung einnimmt und bei verschiedenen nicht näher verwandten Schneckenfamilien mehrmals unabhängig voneinander entstanden zu sein scheint (Konvergenz).
Ein Parietalkallus ist bei einigen Familien mariner Gehäuseschnecken wie den Ranellidae, Cassidae, Nassariidae, Ringiculidae, Olividae, Drilliidae und Strombidae vorhanden. Er tritt aber auch bei einigen Familien der Landlungenschnecken auf, z. B. bei den Mulmnadeln (Aciculidae) und den Polygyridae.